# Brownleeit
Brownleeit je minerál, který je tvořen sloučeninou manganu s křemíkem. Objeven byl jako jediné zrníčko v roce 2008 po prozkoumání vzorků kosmického prachu z roku 2003, kdy Země prolétala závojem komety 26P/Grigg-Skjellerup. Pojmenován byl na počest amerického vědce Donalda Brownleeho.

## Vlastnosti

### Fyzikální vlastnosti
Minerál je polovodič, což znamená, že umožňuje částečně vést elektrický proud.